# Attica (přilba)

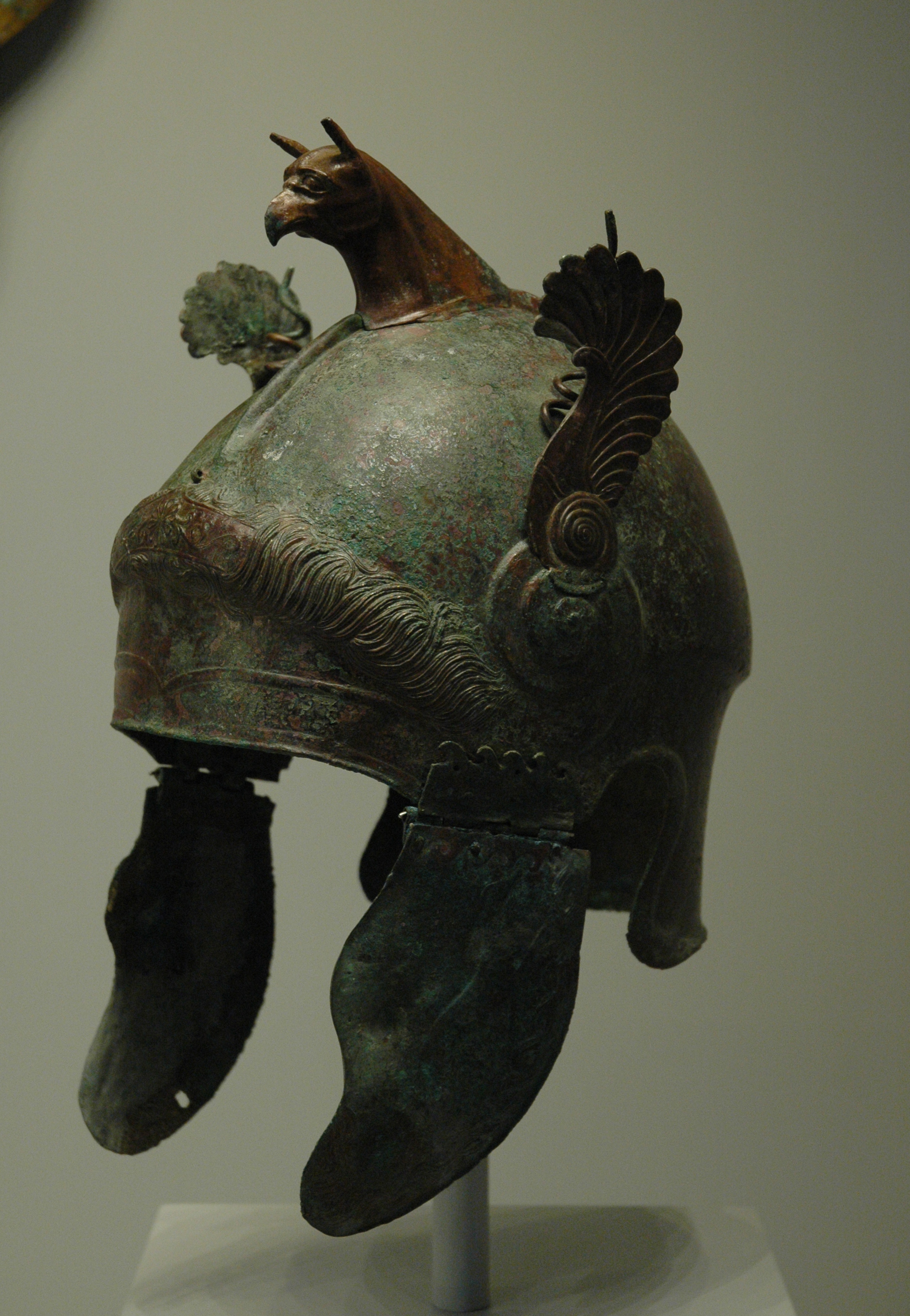
Raný typ řecké attické přilby z jižní Itálie, cca 300 před Kr.

Attica (řečtina: Αττικός κράνος – Attikós krános) je původem řecká přilba, která byla převzata Římany a zařazena do římské uniformy.

## Dějiny a vzhled
Přilba Attica vznikla pravděpodobně někdy v 4. stol. před Kr., takže jde o poměrně novější typ řecké přilby. Svým vzhledem byla podobná, jako chalkidský typ, lišil se od ní pouze lícnicemi, které byly zavěšeny na pantech a tím, že neměla chránič nosu.
Attický typ byl více populární mezi řeckými městy na jihu Itálie, zatímco v mateřském Řecku se preferovala korintská přilba, nebo frýžská přilba. Attica mohla obsahovat i pevný chochol. Od italských Řeků tuto přilbu převzali Etruskové a později i italické kmeny (mezi nimi i Římané).
Z některých vyobrazení na uměleckých památkách helénistických říší nacházíme vyobrazení této přilby, která má nyní vždy chochol a také na čelní části ozdobný štít. Mezi Římany se v období republiky používala tato přilba se štítem a chocholem, ale používaly se i jednoduché typy, pro řadové vojáky a jezdce. Generálské přilby měly charakteristický zmíněný čelní štít, na kterém byl znak - římský orel a nesloužily k zakrytí očí. Lícnice byly nyní u generálských typů užší. Objevují se i římské Atticy z hrubé kůže, nebo kůže kombinovaná s měděnými, či zlatými prvky.
Klasický, nezdobený typ byl vyřazen v 1. stol. po Kr., kdy ho nahradily přilby typu Coolus a Galea. Zdobený generálský typ nosili všichni tribuni, legáti, císaři a jiní vysocí velitelé až do 5. stol., možná i v pozdějších obdobích, ale zde je již nahrazují generálské pozdně žebrové přilby. Attica se přisuzovala i Praetoriánské gardě, ale v současnosti je jasné, že šlo pouze o archaizující umělecká vyobrazení. Attica se v uměleckých památkách často dává i běžným vojákům.